# FK Loko Praag
FK Loko Vltavín is een Tsjechische voetbalclub uit de Praagse wijk Holešovice. De club is in 1898 opgericht als SK Praha VII en behoort daardoor tot de zeven oudste voetbalclubs in Tsjechië. In het seizoen 2013/14 komt Loko Vltavín uit op het op een na hoogste niveau in Tsjechië, de Fotbalová národní liga. De naam Loko Vltavín is een verwijzing naar de voormalige naam van de club Lokomotiv Praag en de Vltava de Tsjechische naam voor de rivier Moldau, die door de stad Praag stroomt.

## Naamswijzigingen
- 1898 – Opgericht als SK Praha VII (Sportovní klub Praha VII)
- ? – TJ Lokomotiva Praha (Tělovýchovná jednotka Lokomotiva Praha)
- ? – FK Lokomotiva Praha (Fotbalový klub Lokomotiva Praha)
- 2005 – FK Loko Vltavín (Fotbalový klub Loko Vltavín, a.s.)